# Sými
Pour les articles homonymes, voir Syme.
Cette page contient des caractères et des mots en grec comme Σ. En cas de problème, consultez l’article Alphabet grec ou testez votre navigateur.
Sými, grec moderne : Σύμη, Syme ou Simi, en turc Sömbeki, est une île grecque du Dodécanèse.

## Histoire
Dans l'Antiquité, l'île était appelée Aigli et Metapontis. Dans l'Iliade d'Homère, l'île est le domaine du roi Nirée qui a combattu dans la guerre de Troie du côté des Grecs. Thucydide raconte un épisode de la guerre du Péloponnèse : la bataille de Symi qui s'est déroulée près de l'île en janvier 411 av. J.-C. et dans laquelle un nombre non précisé de bateaux lacédémoniens commandés par le navarque Astyochos, venus de Milet, met en déroute une escadre de navires athéniens commandée par le stratège Charminos, venue de Samos.
Oubliée jusqu'au XIVe siècle durant l'empire romain puis l'empire byzantin, l'île est néanmoins occupée sans interruption comme l'attestent les ruines archéologiques et notamment les citadelles, preuves de l'importance stratégique de l'île. 
En 1373, elle est conquise par les Hospitaliers de l'ordre de Saint-Jean de Jérusalem. Cette conquête, motivée par le commerce, a inauguré une période de plusieurs siècles de prospérité pour Symi qui fut le lieu privilégié du commerce dans le Dodécanèse jusqu'à l'arrivée du chemin de fer au XIXe siècle.
En 1522, Symi (ainsi que Rhodes toute proche) passe aux mains de l'empire ottoman. Il lui est permis de conserver plusieurs de ses privilèges ce qui n'interrompt pas sa prospérité. Au milieu du XIXe siècle, elle est à son zénith comme en témoignent les manoirs néoclassiques construits à cette période et qui couvrent les pentes de la ville de Symi.
Au cours du XXe siècle, l'île, avec le reste du Dodécanèse, change plusieurs fois de mains : en 1912 commence une occupation italienne transformée en annexion en 1923 puis l'énosis (union) avec la Grèce en 1948.

## Géographie

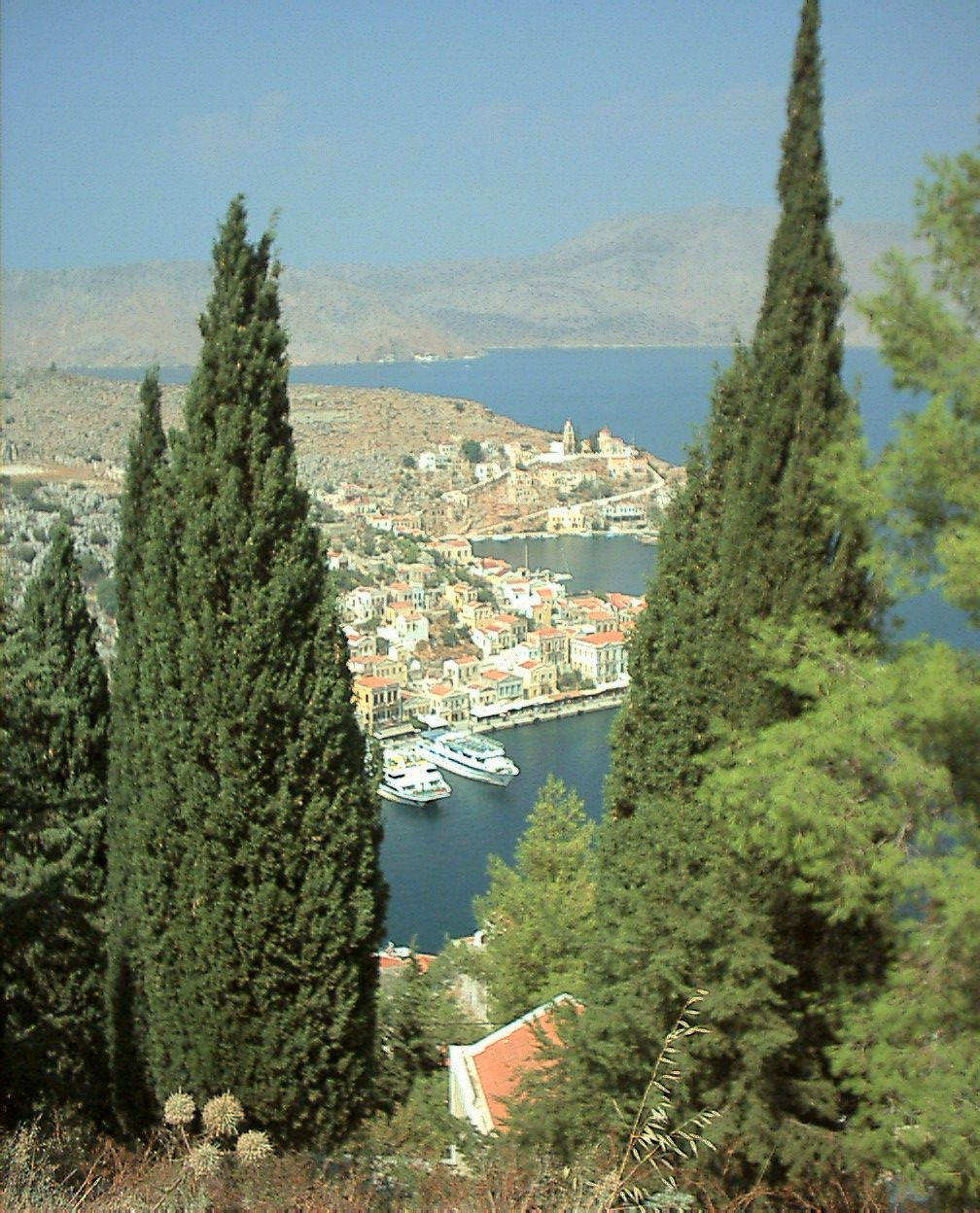
Yialos, port de Symi, vu de Chorio.

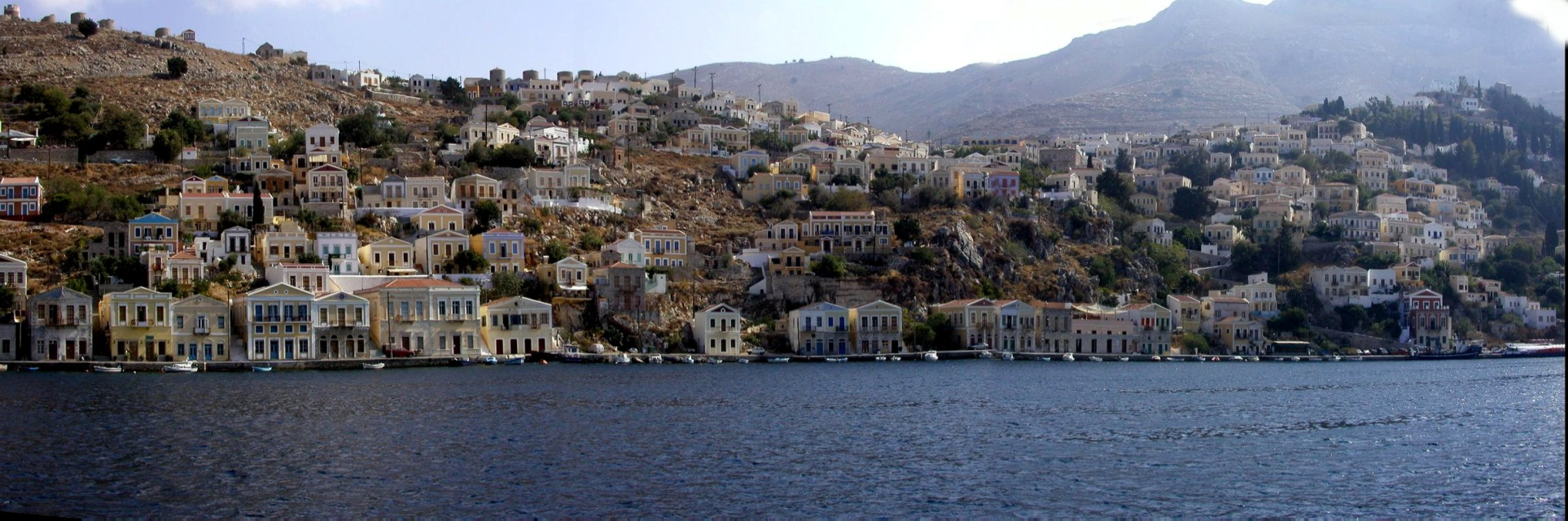
Panorama de la ville de Symi.

L'île de Symi fait partie de l'archipel du Dodécanèse, dans la mer Égée.
Elle est située à 41 kilomètres de Rhodes, 425 kilomètres du Pirée et est toute proche des côtes turques.
L'île est montagneuse, l'intérieur est parsemé de petites vallées et son littoral voit alterner falaises et criques.
La ville principale, également appelée Symi, est située sur la côte nord-est et regroupe la majorité des 2 560 habitants de l'île qui vivent principalement de la pêche, du commerce et du tourisme,la population de l'île décuple alors en haute saison et se voit compter plus de 25 000 habitants.
En plus de ses nombreux lieux historiques, l'île est populaire auprès des touristes pour ses plages isolées accessibles uniquement par la mer.
L'île est entourée par de nombreuses petites îles et îlots tout proches : Nymos, Chondros, Plati, Ghi, Koupi, Megalonisi, Karavalonisi, Marmaras, Pano Nero, Seskli, Strogglios, etc.
Symi fait partie des îles du Dodécanèse qui ne sont pas autosuffisantes en eau potable. Elle reçoit de l'eau tous les ans (et surtout l'été à cause de la saison touristique) depuis Rhodes pour un coût moyen de cinq euros le mètre-cube.

## Mythologie
Dans la mythologie grecque, Symi est le lieu de naissance des Trois Grâces et tire son nom d'une des épouses de Poséidon : la nymphe Syme.

## Lieux et monuments

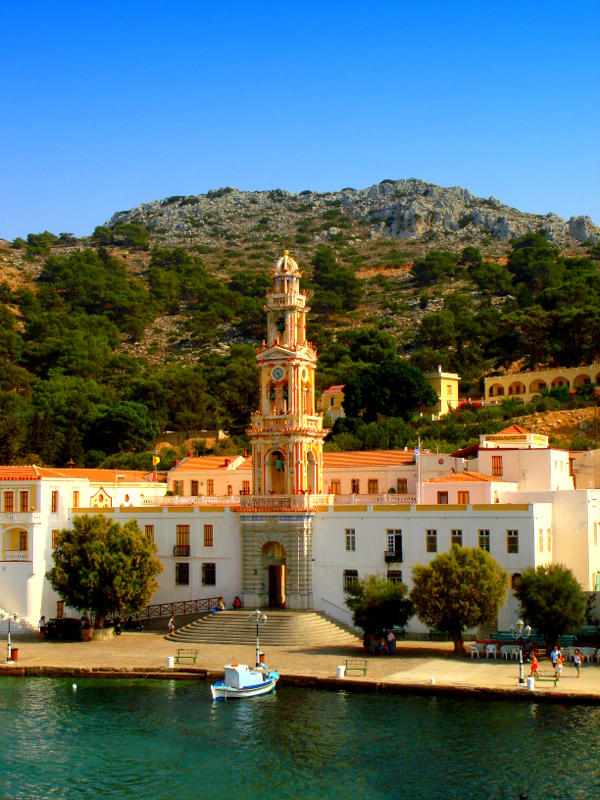
Le monastère de l'archange Michel.

- Le monastère de l'archange Michel "Mixalis" Panormitis, monastère orthodoxe construit au XVIIIe siècle, est toujours habité.
- Le « château des Chevaliers » construit par les Hospitaliers sur les hauteurs de la ville de Symi à la place d'un fort byzantin.
- Les chapelles et églises qui parsèment la ville de Symi.
- Le port d'Emborios (ou Nimborio) et ses anciens murs et ateliers d'artisans couverts de douze dômes, traces des Pélasges.